# La scelta (film 2015)
La scelta è un film italiano del 2015 diretto da Michele Placido.
Il soggetto è liberamente ispirato al testo teatrale L'innesto di Luigi Pirandello, datato 1919.

## Trama
Laura e Giorgio sono una coppia che si ama intensamente e che prova ad avere un figlio che non arriva. La donna subisce un trauma venendo aggredita e stuprata in un vicolo e, dopo qualche tempo, scopre di essere incinta. Giorgio si sente offeso e privato di un suo diritto morale, mentre Laura ha in grembo una creatura che tanto desiderava. Una tempesta emotiva così forte e dolorosa però riuscirà ad unire la coppia e non a dividerla.

## Produzione

### Riprese
Le riprese sono state effettuate interamente a Bisceglie nell'estate 2014.

## Distribuzione
Il film è uscito il 2 aprile 2015 con distribuzione Lucky Red.

## Riconoscimenti
- 2015 - Nastro d'argento
  - Candidatura Migliore attrice protagonista ad Ambra Angiolini

## Curiosità
La frase "Sedute accanto a me c'erano due donne e una diceva all'altra che una donna dopo tanto tempo se non ha figli si guasta e anche l'uomo si guasta", pronunciata dalla protagonista Laura, è ripresa tale e quale dal testo di Pirandello.